# Porella oblongifolia
Porella oblongifolia là một loài rêu trong họ Porellaceae. Loài này được S. Hatt. mô tả khoa học đầu tiên năm 1943.